# Liste von Elefantenbrunnen
In dieser Liste sind Elefantenbrunnen aufgeführt, also Brunnen im öffentlichen Raum, die Elefanten zum Thema haben.

## Deutschland
| Bezeichnung                  | Bild           | Standort                                             | Künstler                       | Errichtung Einweihung       | Weitere Informationen            |       |
| ---------------------------- | -------------- | ---------------------------------------------------- | ------------------------------ | --------------------------- | -------------------------------- | ----- |
| Elefantenbrunnen (Dresden)   | weitere Bilder | Dresden, Sarrasanistraße, Carolaplatz (Lage)         | Vinzenz Wanitschke (1932–2012) |                             | siehe Vinzenz Wanitschke#Dresden |       |
| Kaiserbrunnen am Mainzer Tor | weitere Bilder | Kaiserslautern (Lage)                                | Rheinland-Pfalz                | Barbara Rumpf, Gernot Rumpf |                                  | Siehe |
| Elefantenbrunnen (Kühren)    | weitere Bilder | Kühren, Ortsteil von Wurzen, Max-Wenzel-Platz (Lage) |                                |                             |                                  |       |

## Weitere
| Bezeichnung                 | Bild           | Standort                     | Staat      | Künstler                                | Errichtung Einweihung | Weitere Informationen |
| --------------------------- | -------------- | ---------------------------- | ---------- | --------------------------------------- | --------------------- | --------------------- |
| Elefantenbrunnen (Catania)  | weitere Bilder | Catania, Piazza Duomo (Lage) | Italien    | Giovanni Battista Vaccarini (1702–1768) | 1736                  |                       |
| Elefantenbrunnen (Chambéry) | weitere Bilder | Chambéry (Lage)              | Frankreich | Victor Sappey (1801–1856)               | 1838                  |                       |

## Fiktive Brunnen
Im Film Stirb langsam: Jetzt erst recht lösen Bruce Willis und Samuel L. Jackson in ihren Rollen als John McClane und Zeus Carver im nur als Filmrequisite gebauten Elefantenbrunnen im Tompkins Square Park in New York City ein Umfüllrätsel.